# Castell de Fígols
El castell de Fígols és un castell que hi ha al terme municipal de Fígols, al Berguedà que està en estat de ruïnes.

## Descripció i característiques
Les restes del castell de Fígols estan formades per diferents elements: muralla, estructures perimetrals i restes d'una torre circular, situades molt a prop de la masia anomenada el castell.

## Història
El castell de Fígols apareix datat a mitjans del segle xi. La primera referència d'aquest castell és del 7 de juny de 1062 quan l'arxiprest Ramon feu donació al monestir de Sant Llorenç prop Bagà d'un alou que tenia al terme de Vallcebre, dins les adjacències del castell de Fígols.
Algunes de les citacions històriques més destacades del castell de Fígols són:
- En el testament del comte Guillem Ramon, dictat l'octubre de 1094, llegava el castell de Fígols, Torroella i Vallmanya, Madrona, Casserres i Pinós al seu fill Bernat.

- L'any 1162, Pere de Berga, fill de Guillem Ramon, jurà fidelitat al rei Alfons el Cast per aquest castell i el de Peguera.

- L'any 1258 s'esmenta el castell de Fígols en relació amb el Cavaller Ponç de Fígols.

- L'any 1290, Berenguera de Fígols, era feudatària de Berenguera de Saus, menor d'edat i es trobava sota la seva tutela. Berenguera de Fígols es casà amb el cavaller Ramon de Vilar, tingueren un fill, Berenguer de Fígols, donzell, documentat el 1311.

- En el fogatge de 1365-1370 comptava amb 8 focs, n'eren posseïdors en Jacme Vilar i Maria de Marçella, posteriorment, en el fogatge de 1381 se li calculen els mateixos focs, però pertany a Johan Salou de Berga.